# Pessoas que menstruam
"Pessoas que menstruam" é um termo que se refere a todas as pessoas, independente do gênero e sexo biológico, que sangram periodicamente, em média, a cada 28 dias. Outros termos também podem ser utilizados para expressar a experiência do sangramento, como "corpos que menstruam", "corpos menstruantes", "corpos com útero", "pessoas menstruantes" e "pessoas com útero". Essas expressões tem sido "utilizadas por ativistas e movimentos sociais para demarcar a existência da experiência de corpos não cisgênero"; ou seja, propõe deslocar a menstruação de um locus biologizante e sob uma ideia de “matriz feminina” e abarcar a experiência de todas as pessoas que menstruam. Vale ressaltar que uma autoria transmasculina aponta para a preferência da expressão "corpos/pessoas que menstruam" ao invés de "corpos/pessoas com útero", escolha justificada pela importância de rejeitar uma linguagem biologizante e enfatizar a experiência menstrual compartilhada pelas pessoas em questão. Essa pontuação faz parte de uma escolha deliberada e política em prol da linguagem neutra e inclusiva da representatividade.

## Tensionamentos
A expressão "pessoas que menstruam" ganhou mais atenção em 2022, com a publicação em 1º de dezembro no jornal Folha de S.Paulo de uma crítica da pesquisadora e filósofa Djamila Ribeiro, alegando que os termos "pessoas que menstruam" e "pessoas que gestam" exclui a experiência concreta de mulheres, em uma fala Djamila afirma que o uso dos termo transmite uma "pretensa ideia de querer incluir homens trans". No entanto, o uso de uma linguagem inclusiva age em prol de abarcar todas as experiências, deixando de excluir e invisibilizar pessoas que compartilham de uma determinada realidade concreta. Paradoxalmente, a fala de Djamila Ribeiro entra em tensionamento com a própria teoria de lugar de fala, o qual atua como ferramenta por movimentos sociais para reivindicar espaços e reverberação de vozes não dominantes e colonizadoras, o conceito destaca a importância de se ater à posição social do locutor ao abordar determinado tema. Assim, rejeitar os termos "pessoas que menstruam" e "pessoas que gestam" é uma forma de rejeitar e deslegitimar o reconhecimento de pessoas transmasculinas, não binárias e intersexo na produção de suas próprias identidades e experiências, produzindo uma linguagem que abarque suas existências e as contemplem.

## Luta pela inclusividade
O movimento de transposição da menstruação como experiência inclusiva para todos os corpos começa pela linguagem, é um passo essencial no sentido de compreensão da diversidade e tornar o convívio social seguro e acessível a todo mundo, conhecendo novas perspectivas sobre os direitos humanos de grupos vulnerabilizados que enfrentam processos de invisibilização e descaso político, social e de saúde da comunidade trans e travesti. A linguagem pode transformar a realidade porque o poder perpassa por uma gama de capilaridades via relações de poder, e um dos dispositivos mais eficazes de poder é a disciplinarização dos corpos; ou seja, a estrutura institucional, social e moral de uma sociedade alicerçada não só como se enxerga o próprio corpo e o de outrem mas como se naturaliza dispositivos de poder da própria existência.
A equivalência do corpo que menstrua como corpo natural da mulher é uma construção sociocultural, enraizada em hierarquias e supressões sexuais, nas quais o masculino cisgênero é dito como norma e o feminino é construído em oposição. Então, o corpo menstruante está no campo de disputa, agindo como marcador de diferenças sexuais num aspecto binário, sob um discurso entremeado entre o poder e operalização da cisnormatividade masculina.
A menstruação não é exclusiva de mulheres. Reduzir a identidade feminina à experiência da menstruação significa associá-la unicamente a características biológicas, o que desconsidera a diversidade de vivências e identidades. Nem todas as mulheres menstruam, e nem todas as pessoas que menstruam se identificam como mulheres. Limitar a menstruação à cisgeneridade e a conceitos tradicionais de feminilidade pode dificultar o reconhecimento de diferentes identidades e restringir o acesso de pessoas trans e não binárias a serviços de saúde e políticas públicas voltadas para o bem-estar e a qualidade de vida.

As autoras Bruna Benevides e Yuna Vitória ressaltam que, ao falar de corpos e experiências corporais deve-se ir além da identidade em si e focar na condição relacionada à questão.
O que pessoas trans, não binárias e Intersexo propõem é que, para quando falarmos sobre corporalidades, funções fisiológicas, morfológicas, reprodutivas e/ou sexuais, entre outras, relacionadas inclusive a gestação e parentalidade, devemos pensar além da identidade em si e focar na CONDIÇÃO [sic], para evitar justamente reducionismos que não abarcam a multiplicidade humana em seus corpos sexuados e identidades de gênero, evitando exatamente determinismos biológicos ou o apagamento das identidades trans quando falarmos de cuidados em saúde, um direito universal básico.
A pesquisadora Eugenia Tarzibachi enfatiza a materialidade da palavra, é poder tangencial. Segundo a autora, a linguagem opera como tecnologia de gênero porque o modo como falamos e descrevemos as pessoas, os objetos e as relações estabelecidas criam o mundo ao redor. E, com isso, constrói possibilidades de nomear e dar existência às experiências, da mesma forma que pode omitir e limitar o que é excluído da linguagem, o que é não-nomeado. Assim, a
"linguagem produz subjetividades sexo-genéricas. O modo como falamos cria um corpo e nos fala sobre corpos".
Falar de pessoas que menstruam no país onde a população trans mais sangra pela violência é lutar em prol de saúde (física e mental) e educação para todos. Caminhar em direção a um país mais inclusivo e igualitário é falar sobre todas as experiências e acolher e melhorar todas as materialidades. Segundo a Antra (Associação Nacional de Travestis e Transexuais), no Dossiê: assassinatos e violências contra travestis e transexuais brasileiras em 2024, publicado em 2025, a comunidade LGBTQIAPN+, sobretudo as pessoas trans e travestis, são vulnerabilizadas e marginalizadas, o Brasil é o país do Transfeminicídio, e uma das formas de combater essas violências é através da educação inclusiva e acesso e acessibilidade a cuidados em saúde transespecífica - como ações voltadas para a promoção de equidade menstrual -, que melhoram significamente a qualidade de vida das pessoas da comunidade.
Outros termos, como "parturiente" ou "pessoa lactante" se referem a alternativas para conceitos de "mãe" ou "pai", inclusivos neste para casos de gravidez transgênero ou desvinculando do conceito de maternidade ou paternidade, em casos de abandono parental ou ausência socioafetiva da figura parnetal (orfandade).